# Cinquième circonscription du Calvados
La cinquième circonscription du Calvados est représentée dans la XVIe législature par Bertrand Bouyx, député Renaissance. Sa suppléante est Geneviève Siriser.

## Description géographique et démographique

### De 1958 à 1986
La cinquième circonscription du Calvados était composée de :
- Canton d'Aunay-sur-Odon
- Canton du Bény-Bocage
- Canton de Condé-sur-Noireau
- Canton d'Évrecy
- Canton de Saint-Sever-Calvados
- Canton de Thury-Harcourt
- Canton de Vassy
- Canton de Villers-Bocage
- Canton de Vire

### De 1988 à 2010
Située au nord-ouest du département, la cinquième circonscription du Calvados s'étire le long de la côte normande, tout en s'enfonçant dans les terres jusqu'à la hauteur de Caen. Elle regroupe les cantons suivants :
- Canton de Balleroy
- Canton de Bayeux
- Canton de Caumont-l'Éventé
- Canton de Creully
- Canton de Douvres-la-Délivrande
- Canton d'Isigny-sur-Mer
- Canton de Ryes
- Canton de Trévières

### Depuis 2010
Avant le redécoupage des circonscriptions de 2010, le canton d'Ouistreham faisait partie de cette circonscription.

## Description historique et politique
Circonscription rurale et longtemps conservatrice, la cinquième circonscription du Calvados a durablement été considérée comme un fief de la droite : en 1993, elle y gagne encore dès le premier tour. Cependant, symbole de la poussée continue de la gauche dans la France de l'ouest, la circonscription bascule pour la première fois de son histoire à gauche en 1997, par 1 347 voix, ou 51,12 % des suffrages.
Si elle rebascule facilement à droite à l'occasion de la vague bleue de 2002 (par 59,90 % des suffrages), elle n'en reste pas moins considérée comme une circonscription compétitive, bien que tendant légèrement à droite.
Jean-Marc Lefranc conserve le secteur en 2007 avec un score confortable mais en baisse. Il se retire en 2012 et l'écologiste Isabelle Attard s'impose de peu. Elle est défaite au premier tour en 2017 et le marcheur Bertrand Bouyx l'emporte sur la droite. Il est réélu avec un score constant en 2022, face à la gauche cette fois.

## Historique des résultats
| Législature | Début de mandat | Fin de mandat  | Député                 | Parti politique                | Observations |
| ----------- | --------------- | -------------- | ---------------------- | ------------------------------ | --- |
| Ire         | 9 décembre 1958 | 9 octobre 1962 | Jacques Le Roy Ladurie | CNI                            | Mandat écourté à la suite d'une dissolution parlementaire décidée par Charles de Gaulle. |
| IIe         | 6 décembre 1962 | 2 avril 1967   | André Halbout          | UNR-UDT                        | |
| IIIe        | 3 avril 1967    | 30 mai 1968    | Marcel Restout         | DVD                            | Mandat écourté à la suite d'une dissolution parlementaire décidée par Charles de Gaulle. |
| IVe         | 11 juillet 1968 | 1er avril 1973 | Olivier Stirn          | UDR                            | Maire de Vire |
| Ve          | 2 avril 1973    | 2 avril 1978   | Olivier Stirn          | UDF                            | Maire de Vire Remplacé le 14 mai 1973 par Charles Malouin à la suite de sa nomination au gouvernement.                                                                                             |
| VIe         | 3 avril 1978    | 22 mai 1981    | Olivier Stirn          | UDF                            | Maire de Vire Remplacé le 8 mai 1978 par Antoine Lepeltier à la suite de sa nomination au gouvernement. Mandat écourté à la suite d'une dissolution parlementaire décidée par François Mitterrand. |
| VIIe        | 2 juillet 1981  | 1er avril 1986 | Olivier Stirn          | UDF                            | Maire de Vire |
| IXe         | 23 juin 1988    | 1er avril 1993 | François d'Harcourt    | UDF                            | |
| Xe          | 2 avril 1993    | 21 avril 1997  | François d'Harcourt    | UDF                            | Mandat écourté à la suite d'une dissolution parlementaire décidée par Jacques Chirac. |
| XIe         | 12 juin 1997    | 18 juin 2002   | Laurence Dumont        | PS                             | Conseillère régionale de Basse-Normandie (1998-2001) |
| XIIe        | 19 juin 2002    | 19 juin 2007   | Jean-Marc Lefranc      | UMP                            | Conseiller régional de Basse-Normandie |
| XIIIe       | 20 juin 2007    | 19 juin 2012   | Jean-Marc Lefranc      | UMP                            | Conseiller régional de Basse-Normandie |
| XIVe        | 20 juin 2012    | 20 juin 2017   | Isabelle Attard        | EÉLV puis ND puis indépendante | Soutenue par le PS |
| XVe         | 21 juin 2017    | 21 juin 2022   | Bertrand Bouyx         | LREM                           | |
| XVIe        | 22 juin 2022    | 9 juin 2024    | Bertrand Bouyx         | LREM-Ensemble                  | Mandat écourté à la suite d'une dissolution parlementaire décidée par Emmanuel Macron. |

## Historique des élections

### Élections de 1958
| Candidat       | Candidat                   | Parti          | Premier tour | Premier tour | Second tour | Second tour |  |
| Candidat       | Candidat                   | Parti          | Voix         | %            | Voix        | %           |  |
| -------------- | -------------------------- | -------------- | ------------ | ------------ | ----------- | ----------- |  |
|                | Jacques Le Roy Ladurie élu | CNIP           | 12 687       | 36,23        | 14 691      | 41,33       |  |
|                | Camille Voivenel           | Extrême droite | 11 415       | 32,6         | 14 055      | 39,54       |  |
|                | Henri de Perczynski        | Modérés        | 4 347        | 12,41        | 4 595       | 12,93       |  |
|                | Alphonse Savey             | SFIO           | 4 020        | 11,48        | Retrait     | Retrait     |  |
|                | Eugène Bourey              | PCF            | 2 547        | 7,27         | 2 205       | 6,2         |  |
|                |                            |                |              |              |             |             |  |
| Inscrits       | Inscrits                   | Inscrits       | 48 646       | 100,00       | 48 640      | 100,00      |  |
| Abstentions    | Abstentions                | Abstentions    | 11 271       | 23,17        | 11 959      | 24,59       |  |
| Votants        | Votants                    | Votants        | 37 375       | 76,83        | 36 681      | 75,41       |  |
| Blancs et nuls | Blancs et nuls             | Blancs et nuls | 2 359        | 6,31         | 1 135       | 3,09        |  |
| Exprimés       | Exprimés                   | Exprimés       | 35 016       | 93,69        | 35 546      | 96,91       |  |

Le Docteur Bertrand Le Chevrel, conseiller général du canton de Vire, maire de Vire était le suppléant de Jacques Le Roy Ladurie.

### Élections de 1962
|                | André Halbout élu              | UNR-UDT        | 17 387 | 58,3   |  |  |  |
|                | Jacques Le Roy Ladurie sortant | CNIP           | 9 396  | 31,5   |  |  |  |
|                | Eugène Bourey                  | PCF            | 3 041  | 10,2   |  |  |  |
|                |                                |                |        |        |  |  |  |
| Inscrits       | Inscrits                       | Inscrits       | 48 397 | 100,00 |  |  |  |
| Abstentions    | Abstentions                    | Abstentions    | 16 933 | 34,99  |  |  |  |
| Votants        | Votants                        | Votants        | 31 464 | 65,01  |  |  |  |
| Blancs et nuls | Blancs et nuls                 | Blancs et nuls | 1 640  | 5,21   |  |  |  |
| Exprimés       | Exprimés                       | Exprimés       | 29 824 | 94,79  |  |  |  |

Jean Lévêque, notaire, conseiller général, maire de Villers-Bocage était suppléant d'André Halbout.

### Élections de 1967
| Candidat       | Candidat              | Parti          | Premier tour | Premier tour | Second tour | Second tour |  |
| Candidat       | Candidat              | Parti          | Voix         | %            | Voix        | %           |  |
| -------------- | --------------------- | -------------- | ------------ | ------------ | ----------- | ----------- |  |
|                | André Halbout sortant | UD-Ve          | 18 213       | 48,02        | 17 897      | 49,53       |  |
|                | Marcel Restout élu    | CD (PDM)       | 12 750       | 33,61        | 18 239      | 50,47       |  |
|                | André Fabre           | PCF            | 3 621        | 9,55         |             |             |  |
|                | René Le Roy           | FGDS (SFIO)    | 3 346        | 8,82         |             |             |  |
|                |                       |                |              |              |             |             |  |
| Inscrits       | Inscrits              | Inscrits       | 47 870       | 100,00       | 47 886      | 100,00      |  |
| Abstentions    | Abstentions           | Abstentions    | 8 706        | 18,19        | 10 321      | 21,55       |  |
| Votants        | Votants               | Votants        | 39 164       | 81,81        | 37 565      | 78,45       |  |
| Blancs et nuls | Blancs et nuls        | Blancs et nuls | 1 234        | 3,15         | 1 429       | 3,8         |  |
| Exprimés       | Exprimés              | Exprimés       | 37 930       | 96,85        | 36 136      | 96,2        |  |

Le Docteur Raymond Monard, d'Aunay-sur-Odon était le suppléant de Marcel Restout.

### Élections de 1968
| Candidat       | Candidat               | Parti          | Premier tour | Premier tour | Second tour | Second tour |  |
| Candidat       | Candidat               | Parti          | Voix         | %            | Voix        | %           |  |
| -------------- | ---------------------- | -------------- | ------------ | ------------ | ----------- | ----------- |  |
|                | Olivier Stirn élu      | UDR (URP)      | 18 290       | 46,36        | 20 419      | 51,93       |  |
|                | Marcel Restout sortant | CD (PDM)       | 16 532       | 41,91        | 18 899      | 48,07       |  |
|                | André Fabre            | PCF            | 2 345        | 5,94         |             |             |  |
|                | René Le Roy            | FGDS (SFIO)    | 2 282        | 5,78         |             |             |  |
|                |                        |                |              |              |             |             |  |
| Inscrits       | Inscrits               | Inscrits       | 47 543       | 100,00       | 47 544      | 100,00      |  |
| Abstentions    | Abstentions            | Abstentions    | 7 482        | 15,74        | 7 703       | 16,2        |  |
| Votants        | Votants                | Votants        | 40 061       | 84,26        | 39 841      | 83,8        |  |
| Blancs et nuls | Blancs et nuls         | Blancs et nuls | 612          | 1,53         | 523         | 1,31        |  |
| Exprimés       | Exprimés               | Exprimés       | 39 449       | 98,47        | 39 318      | 98,69       |  |

Victor Bertrand, cultivateur, conseiller général du canton de Vassy, maire de Chênedollé était le suppléant d'Olivier Stirn.

### Élections de 1973
|                | Olivier Stirn sortant réélu | UDR (URP)      | 28 106 | 67,28  |  |  |  |
|                | André Ledran                | PS (UGSD)      | 5 688  | 13,62  |  |  |  |
|                | Jean-Claude Mahias          | MR             | 4 765  | 11,41  |  |  |  |
|                | André Fabre                 | PCF            | 3 218  | 7,7    |  |  |  |
|                |                             |                |        |        |  |  |  |
| Inscrits       | Inscrits                    | Inscrits       | 49 811 | 100,00 |  |  |  |
| Abstentions    | Abstentions                 | Abstentions    | 7 207  | 14,47  |  |  |  |
| Votants        | Votants                     | Votants        | 42 604 | 85,53  |  |  |  |
| Blancs et nuls | Blancs et nuls              | Blancs et nuls | 827    | 1,94   |  |  |  |
| Exprimés       | Exprimés                    | Exprimés       | 41 777 | 98,06  |  |  |  |

Charles Malouin, maire de Lassy était le suppléant d'Olivier Stirn. Charles Malouin remplaça Olivier Stirn, nommé membre du gouvernement, du 13 mai 1973 au 2 avril 1978.

### Élections de 1978
|                | Olivier Stirn sortant réélu | UDF (Rad)      | 29 927 | 61,07  |  |  |  |
|                | André Ledran                | PS             | 8 255  | 16,85  |  |  |  |
|                | Claude Letellier            | PCF            | 4 158  | 8,48   |  |  |  |
|                | Bertrand de Féral           | RPR            | 3 710  | 7,57   |  |  |  |
|                | Marie-Paule Labéy           | Écologie 78    | 1 807  | 3,69   |  |  |  |
|                | Brigitte Arricau            | LO             | 890    | 1,82   |  |  |  |
|                | Denis Lelièvre              | FN             | 258    | 0,53   |  |  |  |
|                |                             |                |        |        |  |  |  |
| Inscrits       | Inscrits                    | Inscrits       | 57 825 | 100,00 |  |  |  |
| Abstentions    | Abstentions                 | Abstentions    | 8 073  | 13,96  |  |  |  |
| Votants        | Votants                     | Votants        | 49 752 | 86,04  |  |  |  |
| Blancs et nuls | Blancs et nuls              | Blancs et nuls | 747    | 1,5    |  |  |  |
| Exprimés       | Exprimés                    | Exprimés       | 49 005 | 98,5   |  |  |  |

Antoine Lepeltier, cultivateur, maire d'Esquay-Notre-Dame, était le suppléant d'Olivier Stirn. Antoine Lepeltier remplaça Olivier Stirn, nommé membre du gouvernement, du 7 mai 1978 au 22 mai 1981.

### Élections de 1981
|                | Olivier Stirn sortant réélu | UDF (Rad)      | 28 400 | 62,4   |  |  |  |
|                | André Ledran                | PS             | 13 826 | 30,38  |  |  |  |
|                | Raymond Prosper-Paul        | PCF            | 1 907  | 4,19   |  |  |  |
|                | Marie-Paule Labey           | MÉP            | 1 380  | 3,03   |  |  |  |
|                |                             |                |        |        |  |  |  |
| Inscrits       | Inscrits                    | Inscrits       | 59 888 | 100,00 |  |  |  |
| Abstentions    | Abstentions                 | Abstentions    | 13 820 | 23,08  |  |  |  |
| Votants        | Votants                     | Votants        | 46 068 | 76,92  |  |  |  |
| Blancs et nuls | Blancs et nuls              | Blancs et nuls | 555    | 1,2    |  |  |  |
| Exprimés       | Exprimés                    | Exprimés       | 45 513 | 98,8   |  |  |  |

Antoine Lepeltier était le suppléant d'Olivier Stirn.

### Élections de 1988
| Candidat       | Candidat                | Parti                      | Premier tour | Premier tour | Second tour | Second tour |  |
| Candidat       | Candidat                | Parti                      | Voix         | %            | Voix        | %           |  |
| -------------- | ----------------------- | -------------------------- | ------------ | ------------ | ----------- | ----------- |  |
|                | François d'Harcourt élu | CNIP (URC)                 | 18 436       | 35,94        | 30 446      | 57,06       |  |
|                | Roger Jouet             | Divers gauche (Maj. prés.) | 11 584       | 22,58        | 22 916      | 42,94       |  |
|                | Jean-Louis de Mourgues  | RPR                        | 7 655        | 14,92        |             |             |  |
|                | Georges Chanson         | diss. PS                   | 4 515        | 8,8          |             |             |  |
|                | Marc Bellet             | PCF                        | 3 277        | 6,39         |             |             |  |
|                | Raymonde Stuart         | FN                         | 2 596        | 5,06         |             |             |  |
|                | Philippe Dupré          | Les Verts                  | 2 577        | 5,02         |             |             |  |
|                | Monique Rosseels        | Extrême gauche             | 659          | 1,28         |             |             |  |
|                |                         |                            |              |              |             |             |  |
| Inscrits       | Inscrits                | Inscrits                   | 79 392       | 100,00       | 79 382      | 100,00      |  |
| Abstentions    | Abstentions             | Abstentions                | 27 355       | 34,46        | 24 587      | 30,97       |  |
| Votants        | Votants                 | Votants                    | 52 037       | 65,54        | 54 795      | 69,03       |  |
| Blancs et nuls | Blancs et nuls          | Blancs et nuls             | 738          | 1,42         | 1 433       | 2,62        |  |
| Exprimés       | Exprimés                | Exprimés                   | 51 299       | 98,58        | 53 362      | 97,38       |  |

Aristide Cagniard, agriculteur, maire de Mathieu, était le suppléant de François d'Harcourt.

### Élections de 1993
|                | François d'Harcourt sortant réélu | app. UDF          | 28 728 | 51,91  |  |  |  |
|                | André Ledran                      | PS (ADFP)         | 9 852  | 17,8   |  |  |  |
|                | Denise Peuch-Jaboeuf              | FN                | 5 465  | 9,88   |  |  |  |
|                | Bernard Hérard                    | Les Verts (EÉ)    | 5 116  | 9,25   |  |  |  |
|                | Jacques Bayon                     | PCF               | 3 414  | 6,17   |  |  |  |
|                | Léon Lemonnier                    | Divers écologiste | 2 363  | 4,27   |  |  |  |
|                | Henri-Pierre Bapst                | LT-LNÉ            | 399    | 0,72   |  |  |  |
|                |                                   |                   |        |        |  |  |  |
| Inscrits       | Inscrits                          | Inscrits          | 84 233 | 100,00 |  |  |  |
| Abstentions    | Abstentions                       | Abstentions       | 26 019 | 30,89  |  |  |  |
| Votants        | Votants                           | Votants           | 58 214 | 69,11  |  |  |  |
| Blancs et nuls | Blancs et nuls                    | Blancs et nuls    | 2 877  | 4,94   |  |  |  |
| Exprimés       | Exprimés                          | Exprimés          | 55 337 | 95,06  |  |  |  |

Gérard Angot, architecte, maire RPR de Biéville-Beuville, était le suppléant de François d'Harcourt.

### Élections de 1997
| Candidat       | Candidat                    | Parti          | Premier tour | Premier tour | Second tour | Second tour |  |
| Candidat       | Candidat                    | Parti          | Voix         | %            | Voix        | %           |  |
| -------------- | --------------------------- | -------------- | ------------ | ------------ | ----------- | ----------- |  |
|                | François d'Harcourt sortant | UDF (PPDF)     | 19 396       | 34,38        | 29 313      | 48,89       |  |
|                | Laurence Dumont élue        | PS             | 16 981       | 30,1         | 30 639      | 51,11       |  |
|                | Robert Henri                | FN             | 6 588        | 11,68        |             |             |  |
|                | Geneviève Le Fort           | PCF            | 3 518        | 6,24         |             |             |  |
|                | Patrick Rossigneux          | Divers droite  | 2 667        | 4,73         |             |             |  |
|                | Bernard Hérard              | Les Verts      | 2 298        | 4,07         |             |             |  |
|                | Claude Perrod               | LDI (MPF)      | 1 910        | 3,39         |             |             |  |
|                | Serge Fouassier             | GÉ             | 1 361        | 2,41         |             |             |  |
|                | Georges Fauvel              | SÉGA           | 916          | 1,62         |             |             |  |
|                | Liliane Patte               | MÉI            | 786          | 1,39         |             |             |  |
|                |                             |                |              |              |             |             |  |
| Inscrits       | Inscrits                    | Inscrits       | 86 585       | 100,00       | 86 582      | 100,00      |  |
| Abstentions    | Abstentions                 | Abstentions    | 27 510       | 31,77        | 23 920      | 27,63       |  |
| Votants        | Votants                     | Votants        | 59 075       | 68,23        | 62 662      | 72,37       |  |
| Blancs et nuls | Blancs et nuls              | Blancs et nuls | 2 654        | 4,49         | 2 710       | 4,32        |  |
| Exprimés       | Exprimés                    | Exprimés       | 56 421       | 95,51        | 59 952      | 95,68       |  |

Le suppléant de Laurence Dumont était Jean-Marc Gilles, employé de La Poste, maire de Lion-sur-Mer.

### Élections de 2002
| Candidat       | Candidat                    | Parti            | Premier tour | Premier tour | Second tour | Second tour |  |
| Candidat       | Candidat                    | Parti            | Voix         | %            | Voix        | %           |  |
| -------------- | --------------------------- | ---------------- | ------------ | ------------ | ----------- | ----------- |  |
|                | Jean-Marc Lefranc élu       | UDF              | 24 451       | 41,59        | 32 137      | 59,9        |  |
|                | Marie-Anne Robert-Kerbrat   | Les Verts (PS)   | 11 676       | 19,86        | 21 512      | 40,1        |  |
|                | Chantal Simonot             | FN               | 5 376        | 9,14         |             |             |  |
|                | Daniel Françoise            | Divers gauche    | 4 993        | 8,49         |             |             |  |
|                | Jean-Noël Blet              | CPNT             | 3 383        | 5,75         |             |             |  |
|                | David Bodet                 | LCR              | 1 627        | 2,77         |             |             |  |
|                | Thierry Brac de La Perrière | MPF              | 1 530        | 2,6          |             |             |  |
|                | Marie-Claire Muller         | PCF              | 1 132        | 1,93         |             |             |  |
|                | Sylvain Victor              | Divers           | 1 116        | 1,9          |             |             |  |
|                | Catherine Lefébure          | Pôle républicain | 979          | 1,67         |             |             |  |
|                | Charline Joliveau           | LO               | 935          | 1,59         |             |             |  |
|                | Jean-Michel Sady            | MÉI              | 540          | 0,92         |             |             |  |
|                | Claude Place                | GÉ               | 481          | 0,82         |             |             |  |
|                | Lionel Boudant              | MNR              | 443          | 0,75         |             |             |  |
|                | Bernadette Legeard          | LN               | 135          | 0,23         |             |             |  |
|                |                             |                  |              |              |             |             |  |
| Inscrits       | Inscrits                    | Inscrits         | 94 414       | 100,00       | 94 415      | 100,00      |  |
| Abstentions    | Abstentions                 | Abstentions      | 34 427       | 36,46        | 38 818      | 41,11       |  |
| Votants        | Votants                     | Votants          | 59 987       | 63,54        | 55 597      | 58,89       |  |
| Blancs et nuls | Blancs et nuls              | Blancs et nuls   | 1 190        | 1,98         | 1 948       | 3,5         |  |
| Exprimés       | Exprimés                    | Exprimés         | 58 797       | 98,02        | 53 649      | 96,5        |  |

La suppléante de Jean-Marc Lefranc était Françoise Épinette, maitre de conférences en droit public à l'Université de Caen-Normandie.

### Élections de 2007
| Candidat       | Candidat                        | Parti               | Premier tour | Premier tour | Second tour | Second tour |  |
| Candidat       | Candidat                        | Parti               | Voix         | %            | Voix        | %           |  |
| -------------- | ------------------------------- | ------------------- | ------------ | ------------ | ----------- | ----------- |  |
|                | Jean-Marc Lefranc sortant réélu | UMP                 | 30 266       | 48,43        | 33 842      | 55,69       |  |
|                | Nathalie Le Moal                | PS                  | 15 831       | 25,33        | 26 931      | 44,31       |  |
|                | Christine Delecroix             | UDF–MoDem           | 5 310        | 8,5          |             |             |  |
|                | Valérie Dupont                  | FN                  | 2 117        | 3,39         |             |             |  |
|                | Olivier Joliton                 | Les Verts           | 1 888        | 3,02         |             |             |  |
|                | Paul Marie                      | CPNT                | 1 596        | 2,55         |             |             |  |
|                | Sylvaine Ramond                 | LCR                 | 1 035        | 1,66         |             |             |  |
|                | Thierry Besnard                 | PCF                 | 1 023        | 1,00         |             |             |  |
|                | Stéphane Royer                  | Extrême gauche (GA) | 893          | 1,43         |             |             |  |
|                | Charline Joliveau               | LO                  | 450          | 0,72         |             |             |  |
|                | Caroline de Villiers            | MPF                 | 446          | 0,71         |             |             |  |
|                | Alain Champain                  | GÉ                  | 426          | 0,68         |             |             |  |
|                | France Devigne                  | Divers              | 373          | 0,6          |             |             |  |
|                | Didier Bergar                   | COM                 | 334          | 0,53         |             |             |  |
|                | Micheline Dumesges              | MNR                 | 251          | 0,4          |             |             |  |
|                | Pascal Blanchetier              | MRC                 | 250          | 0,4          |             |             |  |
|                |                                 |                     |              |              |             |             |  |
| Inscrits       | Inscrits                        | Inscrits            | 101 401      | 100,00       | 101 406     | 100,00      |  |
| Abstentions    | Abstentions                     | Abstentions         | 37 993       | 37,47        | 39 339      | 38,79       |  |
| Votants        | Votants                         | Votants             | 63 408       | 62,53        | 62 067      | 61,21       |  |
| Blancs et nuls | Blancs et nuls                  | Blancs et nuls      | 919          | 1,45         | 1 294       | 2,08        |  |
| Exprimés       | Exprimés                        | Exprimés            | 62 489       | 98,55        | 60 773      | 97,92       |  |

Le suppléant de Jean-Marc Lefranc était Laurent Huet, entrepreneur, maire de Douvres-la-Délivrande.

### Élections de 2012
| Candidat       | Candidat             | Parti                           | Premier tour | Premier tour | Second tour | Second tour |  |
| Candidat       | Candidat             | Parti                           | Voix         | %            | Voix        | %           |  |
| -------------- | -------------------- | ------------------------------- | ------------ | ------------ | ----------- | ----------- |  |
|                | Cédric Nouvelot      | UMP                             | 12 391       | 24,02        | 24 960      | 49,29       |  |
|                | Isabelle Attard élue | EÉLV (PRG, PS)                  | 11 074       | 21,47        | 25 683      | 50,71       |  |
|                | Jean-Pierre Lavisse  | diss. PS                        | 10 048       | 19,48        |             |             |  |
|                | Patrick Gomont       | NC                              | 8 241        | 15,98        |             |             |  |
|                | Philippe Chapron     | RBM (FN)                        | 5 798        | 11,24        |             |             |  |
|                | Mireille Brun        | FG (FASE) (PCF)                 | 1 960        | 3,80         |             |             |  |
|                | Anne Boissel         | DLR                             | 1 012        | 1,96         |             |             |  |
|                | Jean-Michel Sady     | AÉI                             | 514          | 1,00         |             |             |  |
|                | Charline Joliveau    | LO                              | 248          | 0,48         |             |             |  |
|                | Michel Moisan        | NPA                             | 231          | 0,45         |             |             |  |
|                | Aurélien Detey       | Divers (Parti autogestionnaire) | 68           | 0,13         |             |             |  |
|                |                      |                                 |              |              |             |             |  |
| Inscrits       | Inscrits             | Inscrits                        | 86 425       | 100,00       | 86 425      | 100,00      |  |
| Abstentions    | Abstentions          | Abstentions                     | 34 136       | 39,5         | 34 246      | 39,63       |  |
| Votants        | Votants              | Votants                         | 52 289       | 60,5         | 52 179      | 60,37       |  |
| Blancs et nuls | Blancs et nuls       | Blancs et nuls                  | 704          | 1,35         | 1 536       | 2,94        |  |
| Exprimés       | Exprimés             | Exprimés                        | 51 585       | 98,65        | 50 643      | 97,06       |  |

La suppléante d'Isabelle Attard était Maryvonne Mottin, technicienne biologiste, conseillère générale du canton de Douvres-la-Délivrande, maire PRG de Bernières-sur-Mer

### Élections de 2017
|                                                                           | |                           |                           |                          |                          |
|                                                                           | | Premier tour 11 juin 2017 | Premier tour 11 juin 2017 | Second tour 18 juin 2017 | Second tour 18 juin 2017 |
|                                                                           | |                           |                           |                          |                          |
|                                                                           | | Nombre                    | % des inscrits            | Nombre                   | % des inscrits           |
| Inscrits                                                                  | Inscrits | 89 980                    | 100,00                    | 90 002                   | 100,00                   |
| Abstentions                                                               | Abstentions | 41 808                    | 46,46                     | 48 975                   | 54,42                    |
| Votants                                                                   | Votants | 48 172                    | 53,54                     | 41 027                   | 45,58                    |
|                                                                           | |                           | % des votants             |                          | % des votants            |
| Bulletins blancs                                                          | Bulletins blancs | 694                       | 1,44                      | 2 994                    | 7,30                     |
| Bulletins nuls                                                            | Bulletins nuls | 274                       | 0,57                      | 1 237                    | 3,02                     |
| Suffrages exprimés                                                        | Suffrages exprimés | 47 204                    | 97,99                     | 36 796                   | 89,69                    |
|                                                                           | |                           |                           |                          |                          |
| Candidat Étiquette politique (partis et alliances)                        | Candidat Étiquette politique (partis et alliances)                                                                                                | Voix                      | % des exprimés            | Voix                     | % des exprimés           |
|                                                                           | |                           |                           |                          |                          |
|                                                                           | Bertrand Bouyx La République en marche ! | 18 388                    | 38,95                     | 20 357                   | 55,32                    |
|                                                                           | Cédric Nouvelot Les Républicains (Union des démocrates et indépendants)                                                                           | 10 926                    | 23,15                     | 16 439                   | 44,68                    |
|                                                                           | Isabelle Attard (députée sortante) Divers gauche (Parti socialiste - Europe Écologie Les Verts - La France insoumise - Parti communiste français) | 8 593                     | 18,20                     |                          |                          |
|                                                                           | Christine Bisson Front national | 5 991                     | 12,69                     |                          |                          |
|                                                                           | Christophe Sady Écologiste (Mouvement 100 % - Alliance écologiste indépendante)                                                                   | 1 304                     | 2,76                      |                          |                          |
|                                                                           | Isabelle Peltre Lutte ouvrière | 830                       | 1,76                      |                          |                          |
|                                                                           | Éric Beaudoin Debout la France | 664                       | 1,41                      |                          |                          |
|                                                                           | Yves Rouillé Divers gauche (Parti de la démondialisation)                                                                                         | 255                       | 0,54                      |                          |                          |
|                                                                           | Simon Gervais Divers (Union populaire républicaine)                                                                                               | 253                       | 0,54                      |                          |                          |
| Source : Ministère de l'Intérieur - Cinquième circonscription du Calvados | |                           |                           |                          |                          |

La suppléante de Bertrand Bouyx était Geneviève Siriser, directrice commerciale, maire adjointe de Creully-sur-Seulles.

### Élections de 2022
Les élections législatives françaises de 2022 se déroulent les dimanches 12 et 19 juin 2022.
| Résultats des élections législatives des 12 et 19 juin 2022 de la 5e circonscription du Calvados |                          |                          |                          |              |              |             |             |
| Candidat                                                                                         | Candidat                 | Parti et coalition       | Nuance                   | Premier tour | Premier tour | Second tour | Second tour |
| Candidat                                                                                         | Candidat                 | Parti et coalition       | Nuance                   | Voix         | %            | Voix        | %           |
|                                                                                                  | Bertrand Bouyx           | LREM (ENS)               | ENS                      | 13 514       | 27,85        | 24 235      | 55,68       |
|                                                                                                  | Valérie Harel            | EÉLV (NUPES)             | NUP                      | 11 255       | 23,19        | 19 288      | 44,32       |
|                                                                                                  | Philippe Chapron         | RN                       | RN                       | 9 240        | 19,04        |             |             |
|                                                                                                  | Cédric Nouvelot          | LR (UDC)                 | LR                       | 8 733        | 17,99        |             |             |
|                                                                                                  | Xavier Brunschvicg       | PRG                      | DVG                      | 2 160        | 4,45         |             |             |
|                                                                                                  | Philippe Mesguich        | REC                      | REC                      | 1 572        | 3,24         |             |             |
|                                                                                                  | Anne Boissel             | DLF (UPF)                | DSV                      | 888          | 1,83         |             |             |
|                                                                                                  | Michaël Friquet          | PA                       | ECO                      | 743          | 1,53         |             |             |
|                                                                                                  | Isabelle Peltre          | LO                       | DXG                      | 426          | 0,88         |             |             |
|                                                                                                  | Nicolas Muller           | LMR ret.                 | DVD                      | 1            | 0,00         |             |             |
| Votes valides                                                                                    | Votes valides            | Votes valides            | Votes valides            | 48 532       | 98,35        | 43 523      | 91,97       |
| Votes blancs                                                                                     | Votes blancs             | Votes blancs             | Votes blancs             | 593          | 1,20         | 2 685       | 5,67        |
| Votes nuls                                                                                       | Votes nuls               | Votes nuls               | Votes nuls               | 221          | 0,45         | 1 116       | 2,36        |
| Total                                                                                            | Total                    | Total                    | Total                    | 49 346       | 100          | 47 324      | 100         |
| Abstention                                                                                       | Abstention               | Abstention               | Abstention               | 43 204       | 46,68        | 45 218      | 48,86       |
| Inscrits / participation                                                                         | Inscrits / participation | Inscrits / participation | Inscrits / participation | 92 550       | 53,32        | 92 542      | 51,14       |

Le suppléant de Bertrand Bouyx était David Lemaresquier, collaborateur parlementaire, maire adjoint de Bayeux.

### Élections de 2024[8]
| Candidat                 | Candidat                 | Parti et coalition       | Nuances                  | Premier tour | Premier tour | Second tour | Second tour |
| Candidat                 | Candidat                 | Parti et coalition       | Nuances                  | Voix         | %            | Voix        | %           |
| ------------------------ | ------------------------ | ------------------------ | ------------------------ | ------------ | ------------ | ----------- | ----------- |
|                          | Philippe Chapron         | RN                       | RN                       | 21 001       | 31,86        | 24 486      | 38,32       |
|                          | Bertrand Bouyx           | HOR (ENS)                | ENS                      | 16 208       | 24,59        | 39 408      | 61,68       |
|                          | Thomas Dupont-Federici   | G.s (NFP)                | UG                       | 16 124       | 24,46        | Retrait     | Retrait     |
|                          | Cédric Nouvelot          | LR                       | DVD                      | 10 655       | 16,17        |             |             |
|                          | Jean-Alexis Géreux       | DLF                      | DSV                      | 775          | 1,18         |             |             |
|                          | Tony Desclos             | REC                      | REC                      | 662          | 1,00         |             |             |
|                          | Isabelle Peltre          | LO                       | EXG                      | 488          | 0,74         |             |             |
|                          |                          |                          |                          |              |              |             |             |
| Votes valides            | Votes valides            | Votes valides            | Votes valides            | 65 913       | 97,91        | 63 894      | 95,27       |
| Votes blancs             | Votes blancs             | Votes blancs             | Votes blancs             | 952          | 1,41         | 2 402       | 3,58        |
| Votes nuls               | Votes nuls               | Votes nuls               | Votes nuls               | 453          | 0,67         | 769         | 1,15        |
| Total                    | Total                    | Total                    | Total                    | 67 318       | 100          | 67 065      | 100         |
| Abstention               | Abstention               | Abstention               | Abstention               | 25 628       | 27,57        | 25 885      | 27,85       |
| Inscrits / participation | Inscrits / participation | Inscrits / participation | Inscrits / participation | 92 946       | 72,43        | 92 950      | 72,15       |

Le suppléant de Bertrand Bouyx est David Lemaresquier.